# Lenguas malayo-polinesias occidentales
El grupo malayo-polinesio occidental incluye las lenguas austronésicas habladas en Filipinas, Indonesia occidental (Borneo, Sumatra, Java, Bali, Lombok y Célebes) en Asia continental, Madagascar y las lenguas chamorro y palauano en Micronesia occidental. Se trata de un grupo con una dispersión geográfica enorme y que puede subdividirse en varios subgrupos a su vez. Según las clasificaciones más detalladas no forman un grupo filogenético propiamente dicho por lo que debe entenderse como un grupo eminentemente geográfico, ya que incluye lenguas de lo que sí son tres grupos filogenéticos propiamente dichos: las lenguas filipinas, las lenguas borneanas y las lenguas malayo-polinesias nucleares (este último grupo incluye lenguas que geográficamente pertenecen a las lenguas malayo-polinesias centrales y orientales).
Tiene unos 300 millones de hablantes y que incluyen: el indonesio, el malayo, el javanés, el malagache, el tagalog, el ilokano, el cebuano, el buginés, así como muchos otros.
Actualmente se considera a este grupo solo con sentido geográfico, ya que es parafilético (ver lenguas malayo-polinesias).